# Teodora Feder

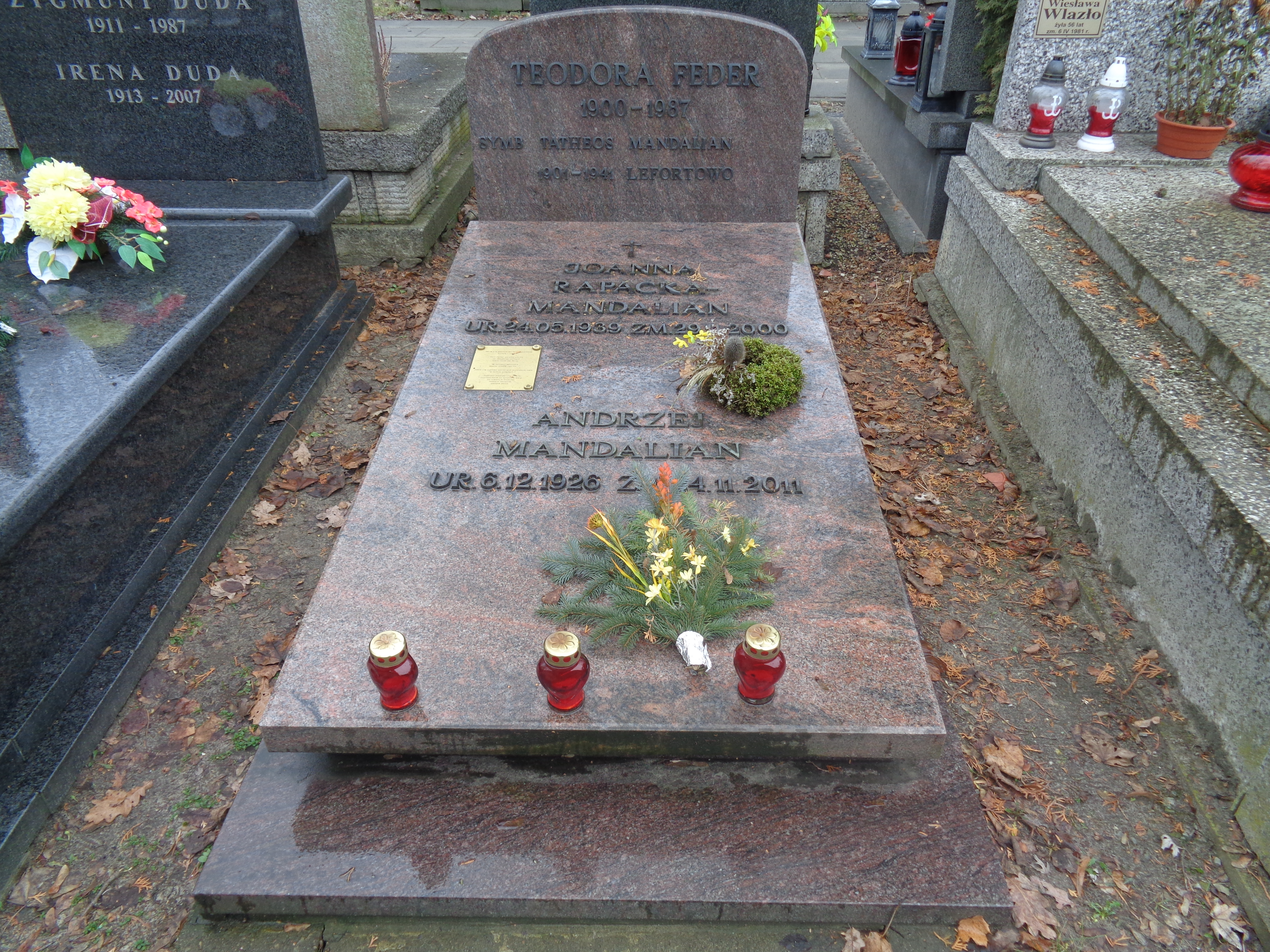
Grób Teodory Feder na Cmentarzu Wojskowym na Powązkach

Teodora Feder-Mandalian pierwotnie Tauba Feder (ur. 14 listopada 1900 w Lublinie, zm. 12 marca 1987) – polska historyczka, działaczka komunistyczna. 

## Życiorys
W 1916 ukończyła Żeńską Szkołę Handlową w Lublinie. 16 października 1919 rozpoczęła studia na Wydziale Filozoficznym Uniwersytetu Warszawskiego. W latach 1917–1918 członek SDKPiL, w latach 1918–1938 członek KPP, od 1923 do 1940 członek WKP(b). 
We wrześniu 1920 aresztowana, a następnie skazana przez Sąd Okręgowy w Lublinie w procesie Lubelskiego Komitetu Rewolucyjnego na 5 lat ciężkiego więzienia. Podczas procesu była osadzona w więzieniu na Zamku w Lublinie. W roku 1923 w wyniku polsko-radzieckiej wymiany więźniów znalazła się w ZSRR. 
W latach 1923–1929 pracowała w aparacie Kominternu w Moskwie. Od 1926 do 1927 pracownik partyjny w Szanghaju. W latach 1930–1933 słuchaczka w Instytucie Czerwonej Profesury w Moskwie. W latach 1933–1936 kierownik Wydziału Propagandy Woroneskiego Komitetu Obwodowego WKP(b). Od 1937 do 1939 kierownik Wydziału Prasowego Ambasady ZSRR w Madrycie i Barcelonie. W 1940 została aresztowana w ZSRR i wysłana do obozu pracy, który opuściła w 1945. 
Od 15 grudnia 1948 do 31 stycznia 1953 była zastępcą kierownika Wydziału Zagranicznego KC PZPR, od 1 lutego 1953 do 5 sierpnia 1955 - kierownikiem Centralnego Ośrodka Szkolenia Partyjnego, od 5 sierpnia 1955 do 2 sierpnia 1956 zastępcą kierownika Wydziału Propagandy i Agitacji KC PZPR, od 2 sierpnia 1956 do 21 listopada 1956 zastępcą kierownika Wydziału Propagandy i Prasy KC PZPR, od 21 listopada 1956 do 27 grudnia 1964 ponownie zastępcą kierownika Wydziału Propagandy i Agitacji KC PZPR. Pracowała też w szkolnictwie partyjnym, m.in. Katedrze Historii Międzynarodowego Ruchu Robotniczego w Szkole Partyjnej przy KC PZPR. Autorka haseł w Słowniku biograficznym działaczy polskiego ruchu robotniczego. Została pochowana na Cmentarzu Komunalnym na Powązkach (kwatera B3-2-6).
Jej synem był Andrzej Mandalian.

## Wybrana publikacje
- Małgorzata Fornalska, bohaterka narodu polskiego, Warszawa: "Książka" 1948.
- Francja w okresie względnej stabilizacji kapitalizmu, Warszawa: Szkoła Partyjna przy KC PZPR 1953.
- Francja w okresie względnej stabilizacji kapitalizmu: stenogram wykładu wygłoszonego w Szkole Partyjnej przy KC PZPR, Warszawa: Szkoła Partyjna przy KC PZPR 1953.
- Hiszpania w latach 1918-1939: stenogram wykładu, Warszawa: Szkoła Partyjna przy KC PZPR 1953.
- Węgierska Republika Rad 1919: stenogram wykładu wygłoszonego w Szkole Partyjnej przy KC PZPR, Warszawa: Szkoła Partyjna Przy KC PZPR 1953.
- Adolf Warski, Warszawa: "Książka i Wiedza", 1986.

## Nagrody
- Nagroda im. Ludwika Waryńskiego (1986) za biografię Adolfa Warskiego, (Książka i Wiedza, wyd. I 1986)[15]